# معادله جبری

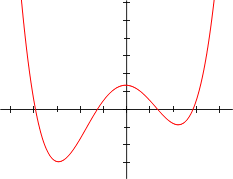
معادله جبری

معادله جبری (به انگلیسی: Algebraic equation): در علم ریاضیات، معادلات جبری یا تساوی کثیرالجمله‌ها، تساوی چندجمله‌ای هایی  مانند P  و  Q، در میدان تعریف آنها می‌باشد . به عنوان مثال:
{\displaystyle P=Q}
{\displaystyle y^{4}+{\frac {xy}{2}}={\frac {x^{3}}{3}}-xy^{2}+y^{2}-{\frac {1}{7}}}
که یک عبارت منطقی است.